# دمیترو نیدنکو
دمیترو نیدنکو (اوکراینی: Дмитро Гніденко)؛ وزنه‌بردار میان وزن اهل اوکراین است.
او جایگاه هشتم را در المپیک ۲۰۰۰ به دست آورد.